# Шморанц, Франтишек (младший)
Франтишек (Франц) Шморанц (младший) (чеш. František Schmoranz mladší; 19 ноября 1845, Слатиняни, Богемия, Австрийская империя — 11 января 1892, Прага) — чешский архитектор, педагог, первый директор Высшей школы прикладного искусства в Праге. Один из представителей авангарда чешской культуры.

## Биография

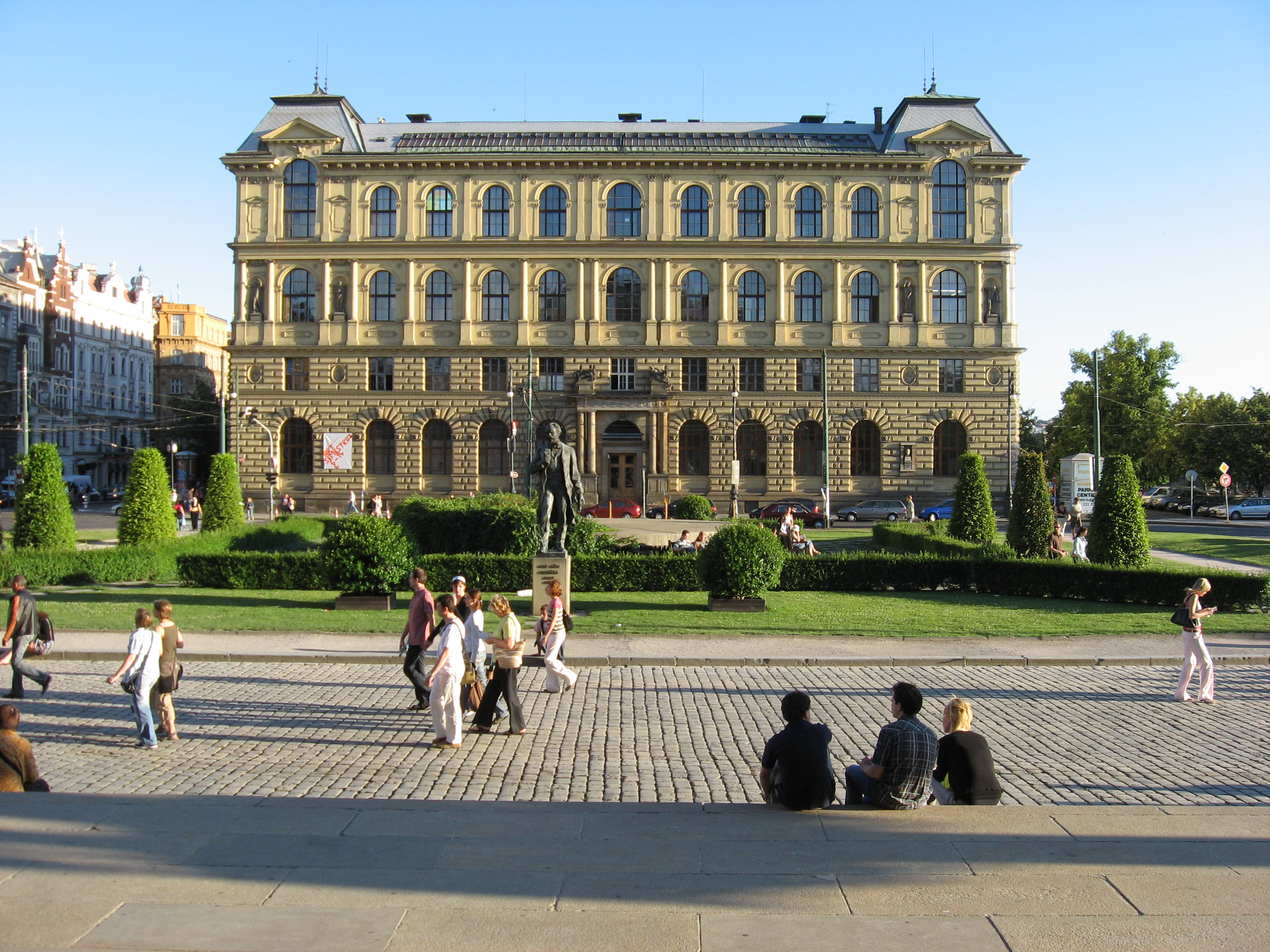
Здание школы прикладного искусства в районе Прага 1

Окончил реальное училище в г. Кутна-Гора, затем — Чешский технический университет. Совершил поездку по Германии, в Гамбурге, где был нанят на работу в качестве архитектора, впервые встретился с образцами восточного искусства и на всю жизнь стал поклонником ориенталистики в архитектуре.
В 1873 вернулся в Вену и спроектировал египетско-суданский павильон для Всемирной выставки. Затем для более глубокого изучения восточной архитектуры и искусства, отправился в Палестину и Египет.
С 1874 года в Вене вместе с архитектором Яном Махиткой организовал и руководил собственным архитектурным бюро. С 1882 — инспектор народных училищ художественно-текстильной промышленности.
В 1885 стал первым директором школы прикладных искусств в Праге.
Среди известных работ Ф. Шморанца — главное здание санатория и здание турецкой бани хаммам в городе-курорте Тренчьянске Теплице.
В 1873 году совместно с Я. Махиткой спроектировал в стиле неоренессанса здание школы прикладного искусства в Праге. Участвуя в конкурсе на сооружение пражского Национального музея был награждён второй премией.
Автор десятка строительных проектов, осуществленных по всей Европе и в ряде чешских городов.
Сын архитектора и реставратора Франтишека Шморанца  (старшего), брат Густава Шморанца, театрального деятеля, режиссёра, писателя, переводчика, художника, директора Национального театра в Праге..

## Награды
- В 1873 был награждён за свою работу австрийским орденом Франца Иосифа,
- в 1876 — турецким орденом Меджидие.